# Calvin Maglinger

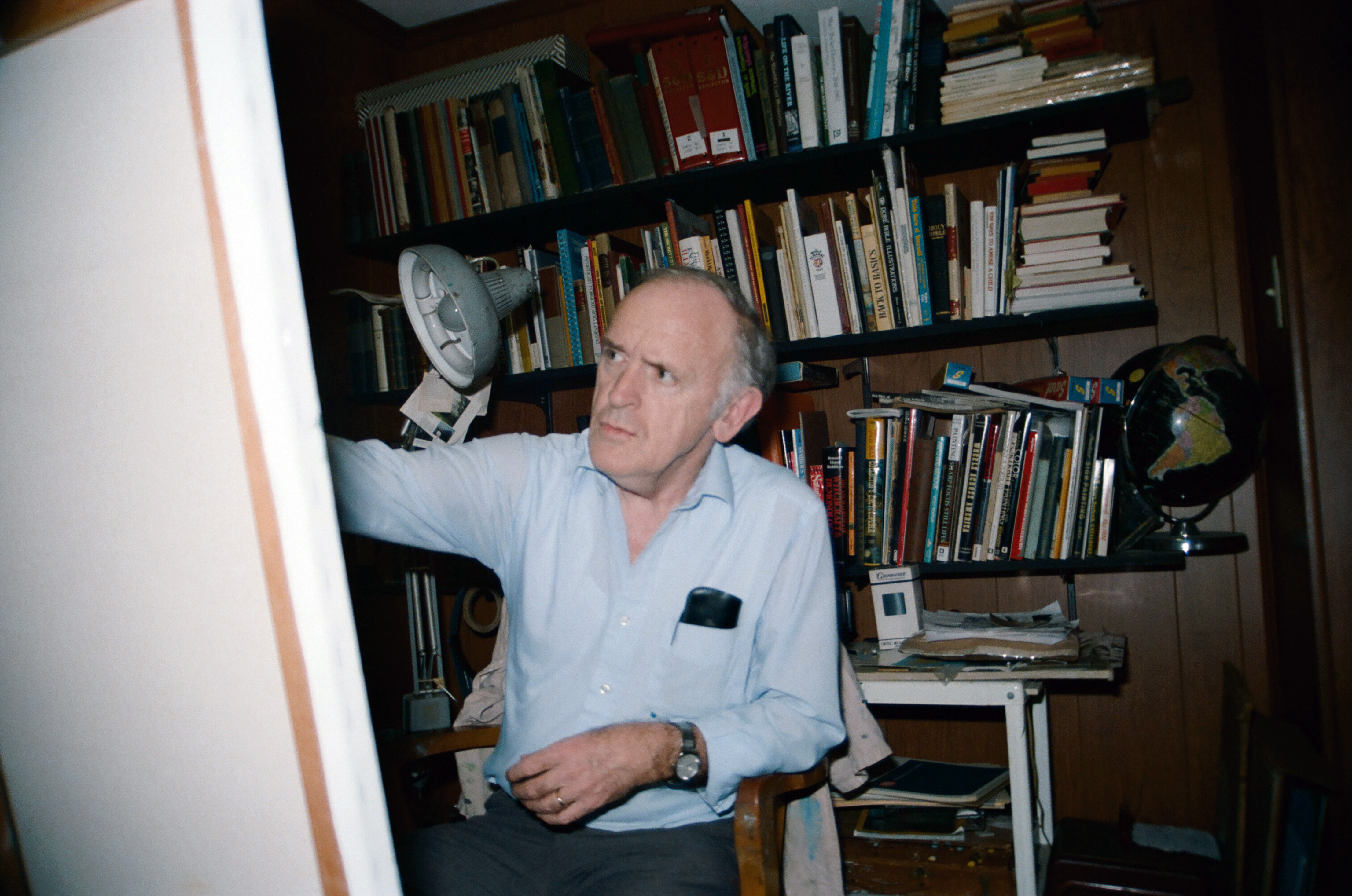
Calvin Maglinger

Calvin C. Maglinger (Owensboro, 5 december 1924 - Evansville, 20 januari 2010) was een Amerikaans kunstschilder.

## Opleiding en onderwerpen
Na de Tweede Wereldoorlog volgde Maglinger les aan het Kansas City Art Institute. Zijn onderwerpskeuze als schilder betrof vooral geschiedenis en natuur. Door zijn toegankelijke schilderstijl werden er vele van zijn werken als poster en kaart verkocht. In de jaren tachtig was er een speciale uitgaveserie van reproducties die veel succes kende onder de titel Regional Art. In 1995 haalde een van zijn schilderijen, Quiet Time opname in de bekende kunstkalender Artists of America. In opdracht van een scheepsonderneming maakte hij voor grote casinoschip de Aztar Evansville een serie historische schilderijen.

## Redacteurschap en werk in opdracht
Naast zijn schilderwerk was Maglinger 21 jaar in dienst van het regionale dagblad Evansville Courier & Press als hoofd van de kunstredactie. Ook was hij twaalf jaar verantwoordelijk voor de kunstaankopen van het gasbedrijf in Texas, de Texas Gas Transmission Corporation. Naast schilderwerk was Maglinger ook een graficus en tekenaar. Hij vervaardigde vele cartoons en maakte tevens voor diverse kranten en televisiezenders afbeeldingen van verdachten tijdens rechtszittingen.

## Publicaties
- "God's Mother-In-Law" (1999)
- "Cause the Bible Sez So!" (2006)

## Belangrijkste werken
- Falls of Rough
- Bon Harbor Hills
- Sunday Morning
- Indiana Winter
- Foggy Morn
- Water Street
- Dad Remembers
- Delta Queen
- The Sidewheeler
- Going Home
- Audubon Park